# 莱曼
莱曼（Lehmann）可以指：

## 人物
- 瓦尔特·莱曼（德語：Walter Lehmann，1919年1月13日－2017年9月23日），瑞士前男子竞技体操运动员。
- 露丝·莱曼（德語：Ruth Lehmann，1955年－），發育生物學和細胞生物學研究專家。
- 黑尔玛·莱曼（德語：Helma Lehmann，1953年6月23日－），德国女子赛艇运动员。
- 伯恩哈德·莱曼（德語：Bernhard Lehmann，1948年1月11日－），德国男子雪车运动员。
- 英厄·莱曼（丹麥語：Inge Lehmann，1888年5月13日－1993年2月21日），丹麥女地震學家和地球科學家。

|  | 本页或本分段罗列了姓氏为「莱曼」的人物。 如果是一个指代特定个人的内链将您引导到本页，請考慮修正該人物的名字以將链接指向正確的條目。 |